# Liberato (cantante)
Liberato (Napoli, ...) è un cantautore e produttore discografico italiano.
La lingua di composizione dei suoi testi è principalmente il napoletano, ma è solito amalgamare anche parole o intere frasi in italiano, inglese, francese e spagnolo.

## Biografia

### 2017-2019: esordio e primo album
La carriera di Liberato comincia il 14 febbraio 2017 con la pubblicazione sull'omonimo canale YouTube del suo primo singolo Nove maggio. Il giorno successivo il brano viene pubblicato in forma digitale anche sulle piattaforme di streaming, riscuotendo un discreto successo fra il mondo della critica specializzata e il pubblico generale. Il 9 maggio dello stesso anno, sempre sul canale YouTube dell'artista, viene pubblicato il video del secondo singolo del cantante Tu t'e scurdat' 'e me, pubblicato sulle piattaforme digitali il 17 dello stesso mese. All'interno di questa clip per la prima volta appare anche la figura di Liberato stesso. Il 2017 si conclude con la pubblicazione, il 19 settembre su YouTube e tre giorni dopo sui servizi di streaming musicale, di Gaiola portafortuna. La data di pubblicazione del video ha una doppia valenza: corrispondendo sia alla festa di San Gennaro, patrono di Napoli, sia all'anniversario della strage di Castel Volturno, quando la camorra uccise sei immigrati africani.
Il 20 gennaio 2018 viene distribuito su YouTube il video di Me staje appennenn' amò, il cui lancio sulle piattaforme di streaming digitale avviene il 12 giugno successivo. All'interno del filmato viene posto particolare risalto alle tematiche LGBT. Dopo mesi di assenza dalle reti sociali, a pochi minuti dallo scadere del 9 maggio 2019, Liberato pubblica il suo primo album, l'omonimo Liberato, composto da undici brani di cui cinque inediti più Gaiola, rielaborazione in versione voce e pianoforte del brano Gaiola portafortuna. Ad accompagnare gli inediti dell'album vi è una serie di video in cinque episodi che prende il nome di CRV (Capri Rendez-Vous).

### 2020-2021:Ultras
Nel 2020 firma la colonna sonora del film Ultras, diffuso su Netflix e in sale cinematografiche selezionate. Il 23 marzo pubblica sulle piattaforme di streaming l'album Ultras, nel quale sono raccolte le canzoni che fanno da sfondo all'omonimo film. Collaborano alla creazione dei brani anche 3D (pseudonimo di Robert Del Naja, membro dei Massive Attack) e Gaika. Successivamente Liberato annuncia un concerto al Mediolanum Forum di Milano che si sarebbe dovuto svolgere il 25 aprile 2020, aggiungendo in seguito un'altra serata il 26 aprile dopo il tutto esaurito dei biglietti della prima. A causa della pandemia di COVID-19, entrambi i concerti vengono inizialmente rinviati e in un secondo momento trasferiti in una singola data, tenuta il 9 settembre 2022 presso l'Ippodromo San Siro nell'ambito del festival Milano Rocks al cospetto di 30 000 presenti.
Il 9 maggio 2021 è stato pubblicato il singolo E te veng' a piglià, seguito il 22 giugno da Chiagne ancora, brano realizzato da Ghali a cui Liberato ha collaborato vocalmente insieme a J Lord.

### 2022-2023:Liberato II
Il 9 maggio 2022 Liberato pubblica il suo secondo album chiamato Liberato II, composto da sei inediti più una cover del classico Cicerenella. Per ogni traccia presente nel disco, sono stati realizzati altrettanti videoclip musicali pubblicati sul canale YouTube dell'artista. La pubblicazione è stata accompagnata dalla pubblicazione del video musicale del brano Partenope, diretto da Francesco Lettieri, che ha visto la partecipazione della ballerina Tonia Laterza e l'attore Giacomo Rizzo, mentre gli altri 6 brani sono accompagnati da dei visual.
Il 20 luglio 2022 tiene un concerto gratuito a Procida in collaborazione con il marchio Voiello, chiamato Miez 'o mare.
Il 3 marzo 2023 pubblica il brano 'O Dj (Don't Give Up), colonna sonora del film Mixed by Erry diretto da Sydney Sibilia. Nello stesso periodo, annuncia un tour con date a Berlino, Parigi, Londra e Dour nel corso dell'estate 2023, prima di concludere con un triplo spettacolo presso Piazza Plebiscito in settembre.
Con la sua apparizione allo Stadio Diego Armando Maradona in seguito alla vittoria del terzo scudetto del Napoli, il cantante anonimo ha presentato una versione a pianoforte della sua canzone 'O core nun tene padrone insieme ad altre canzoni. Questa è stata rilasciata il seguente 9 maggio alle 19:26 con il titolo di 'O core nun tene padrone (1926 mix).

### 2024:Il segreto di Liberato
Il 9 aprile 2024 annuncia Il segreto di Liberato, un documentario mix tra live action e animazione, diretto da Francesco Lettieri, Giorgio Testi, Giuseppe Squillaci e LRNZ, con la partecipazione di Be Water Film e Netflix e una produzione Red Private. Il film debutta in anteprima al The Space Cinema di Napoli il 9 maggio 2024.
Sempre il 9 maggio viene pubblicato sulle piattaforme di streaming il brano Lucia (Stay with Me), colonna sonora del film Il segreto di Liberato.

### 2025:Liberato III
Alla mezzanotte del 1º gennaio 2025, a sorpresa, pubblica il suo terzo album Liberato III, composto da nove inediti tra cui Lucia (Stay with Me), brano facente parte della colonna sonora del film Il segreto di Liberato.

## Identità
Liberato ha scelto sin dall'inizio della carriera di adottare un anonimato totale, mantenendo perciò il massimo riserbo sulla sua vita privata. In una delle sue pochissime interviste, concessa tramite posta elettronica al periodico musicale Rolling Stone Italia, ha dichiarato solo di essere nato a Napoli e di chiamarsi Liberato, senza chiarire se esso sia un nome, un cognome o uno pseudonimo; nessuna di queste notizie è in realtà mai stata confermata da fonti terze autorevoli o da documentazione ufficiale.
Non si hanno informazioni certe nemmeno sulla sua età. Enrico Frattasio, uno dei fratelli sulla cui vita è basato il film Mixed by Erry, ha però rivelato in un'intervista rilasciata nel mese di ottobre 2023, di aver scambiato dei messaggi con il cantante e che quest'ultimo avrebbe avuto all'epoca 32 anni.
Nel film Il segreto di Liberato viene rivelato che il cantante ha frequentato il Liceo Antonio Genovesi di Napoli, e che ha trascorso la sua adolescenza, oltre che nello storico quartiere di Materdei, all’estero, alla ricerca di successo e fortuna. Inoltre, la sua passione per la musica è nata grazie alla figura del nonno, Liberato. Non è dato sapere nulla riguardo ai genitori o alla sua identità all’anagrafe. Sono state diffuse numerose tesi riguardo a chi fosse il cantante, ma mai confermate o smentite.
Nel corso degli anni, numerosi artisti, musicisti e produttori sono stati accostati alla figura di Liberato. Di seguito alcune delle ipotesi più diffuse:
- Livio Cori: il rapper e attore partenopeo è stato più volte identificato come possibile volto dietro Liberato, anche a causa della somiglianza vocale e delle assenze contemporanee dalle scene musicali. Lo stesso Cori ha più volte smentito pubblicamente. [32]
- Christian Musella: conduttore radiofonico e content creator napoletano, è stato citato in alcune community online, forum e articoli come possibile voce di Liberato, per via delle sue conoscenze nel settore musicale e delle coincidenze temporali con la nascita del fenomeno. Non esistono tuttavia fonti ufficiali o dichiarazioni pubbliche che supportino questa ipotesi.[33]
- Gennaro Nocerino: produttore e cantante napoletano, noto nel mondo della musica elettronica con il moniker Herr Styler e Hot Spell, è stato recentemente indicato come possibile identità dietro Liberato. Secondo alcune teorie, Nocerino sarebbe stato tradito da un errore della SIAE, che avrebbe inserito il nome di Liberato tra gli autori di un brano attribuito su YouTube a Nocerino stesso, "Future Romance", scritto insieme ai produttori Fiorius e Bawrut. Inoltre, Bawrut avrebbe collaborato con Liberato per il brano "Je 'o tteng e t'o ddòng".[34][35]
- Matteo Paolillo: attore e musicista noto per il ruolo di Edoardo nella serie Mare fuori, è stato accostato a Liberato per via della sua attività musicale parallela con sonorità simili e testi in napoletano. Paolillo ha però smentito l'associazione, pur riconoscendo di essere stato influenzato dall’artista.[36]
- Rocco Hunt: il rapper salernitano, vincitore di Sanremo Giovani 2014, è stato occasionalmente ipotizzato come possibile voce dietro il progetto, soprattutto agli esordi di Liberato. Tuttavia, le differenze stilistiche e la carriera pubblica di Hunt rendono poco probabile tale identificazione, che lo stesso artista ha liquidato come «una suggestione assurda».[37]

Tutte queste ipotesi, tuttavia, restano puramente speculative. Liberato, ad oggi, non ha mai confermato o smentito alcuna di esse.

## Discografia

### Album in studio
- 2019 – Liberato
- 2022 – Liberato II
- 2025 – Liberato III

### Colonne sonore
- 2020 – Ultras

## Tournée
- 2023/25 – Tournamm' a cas''